# Arthur Zelger
Arthur Zelger (* 31. März 1914 in Innsbruck; † 2004 ebenda) war ein österreichischer Medailleur und Designer.

## Leben
Er stammte aus Innsbruck und wurde dort im Jahr 1914 geboren. Seine gewerbliche und künstlerische Ausbildung erhielt er in Wien. An der dortigen Kunstgewerbeschule (heute Universität für angewandte Kunst Wien) studierte er Werbegrafik und praktizierte mit dem Grafikdesigner Joseph Binder. 1945 kehrte er nach Innsbruck zurück und starb dort 2004 nach einem arbeitsreichen Leben.

## Wirken
Nach dem Zweiten Weltkrieg hat Zelger mit Plakaten und Postern für das Land Tirol geworben und gewann einen hervorragenden Einfluss auf die österreichische Gebrauchsgrafik. Er arbeitete für Firmen, Gebietskörperschaften und für die Olympischen Winterspiele in Innsbruck 1964 und 1976.
Für die staatliche Münze Österreich AG fertigte er das Design für folgende Sonderprägungen:
- 100 Schilling – XII. Olympische Winterspiele in Innsbruck 1976, 2. Ausgabe/Wien (1975)
- 100 Schilling – XII. Olympische Winterspiele in Innsbruck 1976, 2. Ausgabe/Hall (1975)
- 100 Schilling – 500 Jahre Münzstätte Hall (1977)
- 100 Schilling – Arlberg Straßentunnel (1978)